# Lopaphus muticus
Lopaphus muticus är en insektsart som först beskrevs av Ludwig Redtenbacher 1908.  Lopaphus muticus ingår i släktet Lopaphus och familjen Diapheromeridae. Inga underarter finns listade i Catalogue of Life.